# U Veličků
U Veličků je hospoda, která se nachází v lokalitě U Veličků v obci Malenovice a na severozápad od Lysé hory, nejvyšší hory Moravskoslezských Beskyd. V nabídce jídla jsou polévky, guláše, tvarůžky, utopenci, párky, klobásy. K pití je čepované pivo.

## Historie
Hospoda je nepřetržitě v provozu již od roku 1825 a je v držení rodu Veličků. Je to jedna z nejstarších, ne-li nejstarší hospoda v Beskydech. V 19. století ji navštěvovali nejdříve především havíři ze sousední lokality Hutě, kteří těžili nerost pro výrobu skla a později havíři těžící železnou rudu v Malenovicích. V dalších letech se přidali dřevaři, kteří v milířích pálili dřevěné uhlí pro provoz sklářských a železářských hutí a také první turisté jdoucí na Lysou horu. 

## Dostupnost
Hospoda je dostupná po celý rok:
- po  žluté turistické značce z Malenovicích, která dále pokračuje na Lukšinec a vede souběžně s  naučnou stezkou Lysohorský bestiář.
- po  místní okružní žluté turistické značce zvané Medvědí stezka z Malenovicích nebo od dřevjanky U Zbuja.
- po neznačené polní cestě ze sousední lokality Hutě.